# Смурыгин, Николай Васильевич
Николай Васильевич Смурыгин (1915 — 12 октября 1953) — передовик советского сельского хозяйства, бригадир полеводческой бригады колхоза имени Тельмана Алексеевского района Воронежской области, Герой Социалистического Труда (1948).

## Биография
Родился в 1915 году в селе Глуховка, ныне Алексеевского района Белгородской области в семье русского крестьянина. С ранних лет брался за крестьянский труд. Завершил обучение в четырёх классах сельской школы. Стал работать в колхозе. С 1937 по 1940 годы проходил службу в Красной Армии. После увольнения из армии вновь приступил работать в колхозе.
23 июня 1941 года вновь был призван в ряды Красной Армии. Участник Великой Отечественной войны. В 1942 году являлся старшиной стрелковой роты 764-го стрелкового полка 145-й стрелковой дивизии 48-й Армии Западного фронта. Участвовал в обороне Ленинграда. В январе 1943 года был назначен командиром взвода 3-го батальона 53-й отдельной стрелковой бригады 2-й ударной Армии Ленинградского фронта. Дважды был тяжело ранен. С января по май 1943 года проходил излечение в эвакогоспитале города Камышлов Свердловской области. Врачами был признан инвалидом 3-й группы и уволен с военной службы. Награждён орденом Красной Звезды.
Демобилизовавшись, вернулся в родное село и стал работать в колхозе, завхозом. С 1945 года работал бригадиром полеводческой бригады колхоза имени Тельмана Алексеевского района. В 1947 году его бригада достигла высоких производственных показателей. Был получен урожай пшеницы 31,16 центнеров с гектара на площади 18,76 гектаров.
За получение высоких урожаев пшеницы при выполнении колхозом обязательных поставок и натуроплаты за работу на МТС и обеспеченности семенами зерновых культур для весеннего сева 1948 года, Указом Президиума Верховного Совета СССР от 7 мая 1948 года Николаю Васильевичу Смурыгину было присвоено звание Героя Социалистического Труда с вручением ордена Ленина и золотой медали «Серп и Молот».
В дальнейшем продолжал трудовую деятельность, показывал высокие результаты в труде. Его бригада постоянно являлась передовой.
Проживал родном селе Глухово Алексеевского района. Умер 12 октября 1953 года.

## Награды
За трудовые успехи удостоен:
- золотая звезда «Серп и Молот» (07.05.1948),
- орден Ленина (07.05.1948),
- Орден Красной Звезды (14.04.1945),
- Медаль «За оборону Ленинграда»
- Медаль «За победу над Германией в Великой Отечественной войне 1941—1945 гг.»,
- другие медали.